# Red (шифрувальна машина)

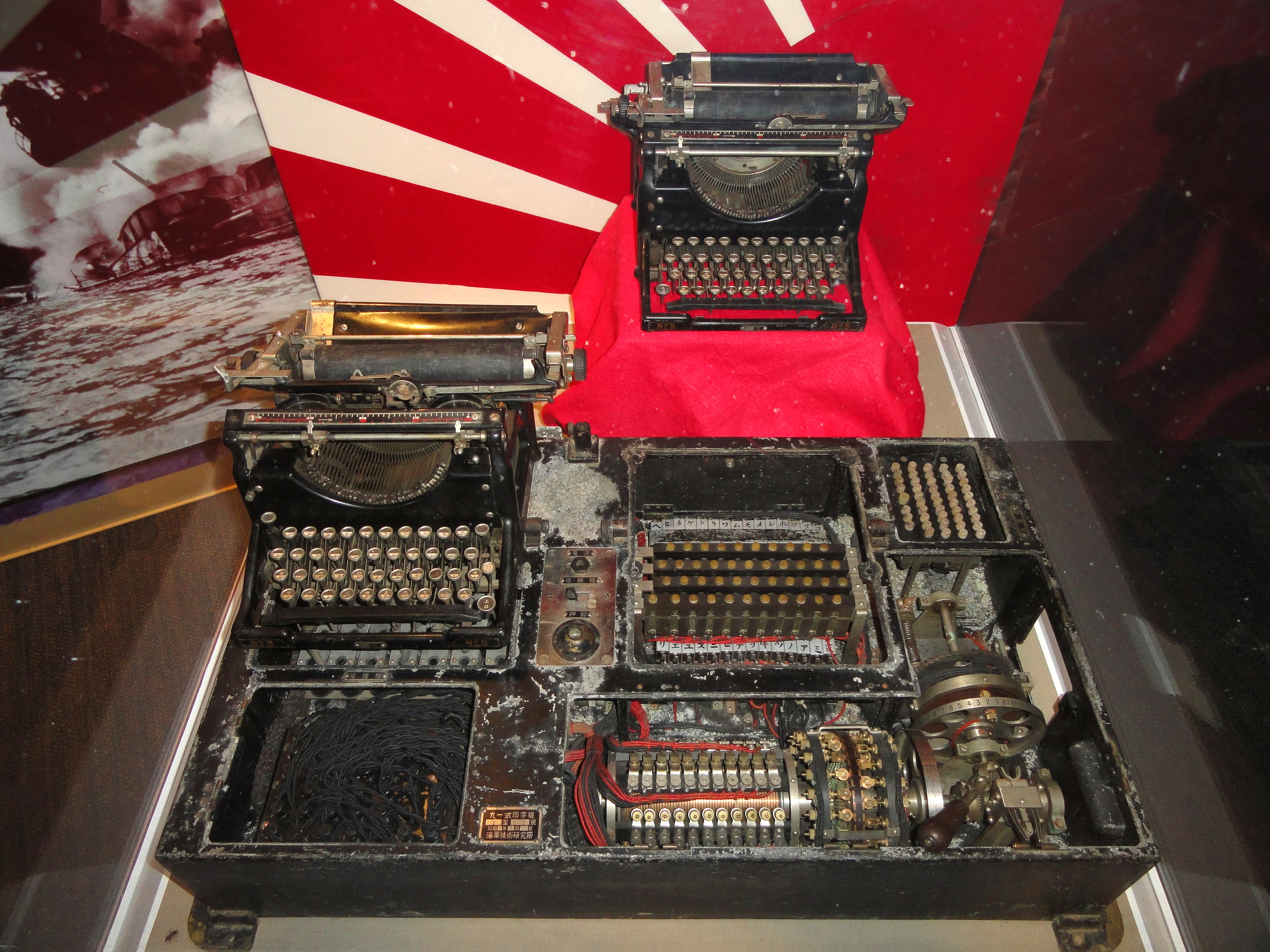
Апарат RED японського морського флоту, перехоплений американським морським флотом

В історії криптографії «Друкарська машина Тип-91» або 91-shiki ohbun-injiki (九 一 式 欧文 印字 機), що має кодову назву  Red  в США, використовувалася міністерством закордонних справ Японії за часів Другої світової війни як дипломатична шифрувальна машина. Її порівняно простий шифр був швидко розкритий західними криптоаналітиками. Машина RED послужила прототипом для шифрувальної машини PURPLE («97-shiki obun inji-ki»), алгоритм якої значною мірою ґрунтувався на алгоритмі RED. Одночасне використання цих двох систем допомогло так само розкрити шифр PURPLE.

## Історія
У 1931 році Герберт Ярдлі опублікував книгу The American Black Chamber, в якій була описана його діяльність з дешифрування кодів для Уряду США. У цій книзі були так само розкриті й уразливості японської системи кодів та її використання під час Вашингтонській конференції 1921—1922 рр.. Ці одкровення спонукали японців переглянути свої машинні шифри.
Система RED була впроваджена в 1930—1931 роках (число 91 в назві пов'язано з тим, що за японським літочисленням цей рік був 2591), з використанням зворотної розробки, яке проводилось фірмою Бориса Гагеліна. Найважливішими винаходами Хагеліна були роторні машини — прототипи тих, що використовувалися у Другій світовій війні, але оскільки він не довіряв японцям свої патенти, замість них він відправив до Японії більш примітивні пристрої, сконструйовані Арвідом Даммом. Ці пристрої використовувалися в якості зразка для японських винахідників, але, наприклад, окреме шифрування голосних букв було саме японським внеском в роботу машини.

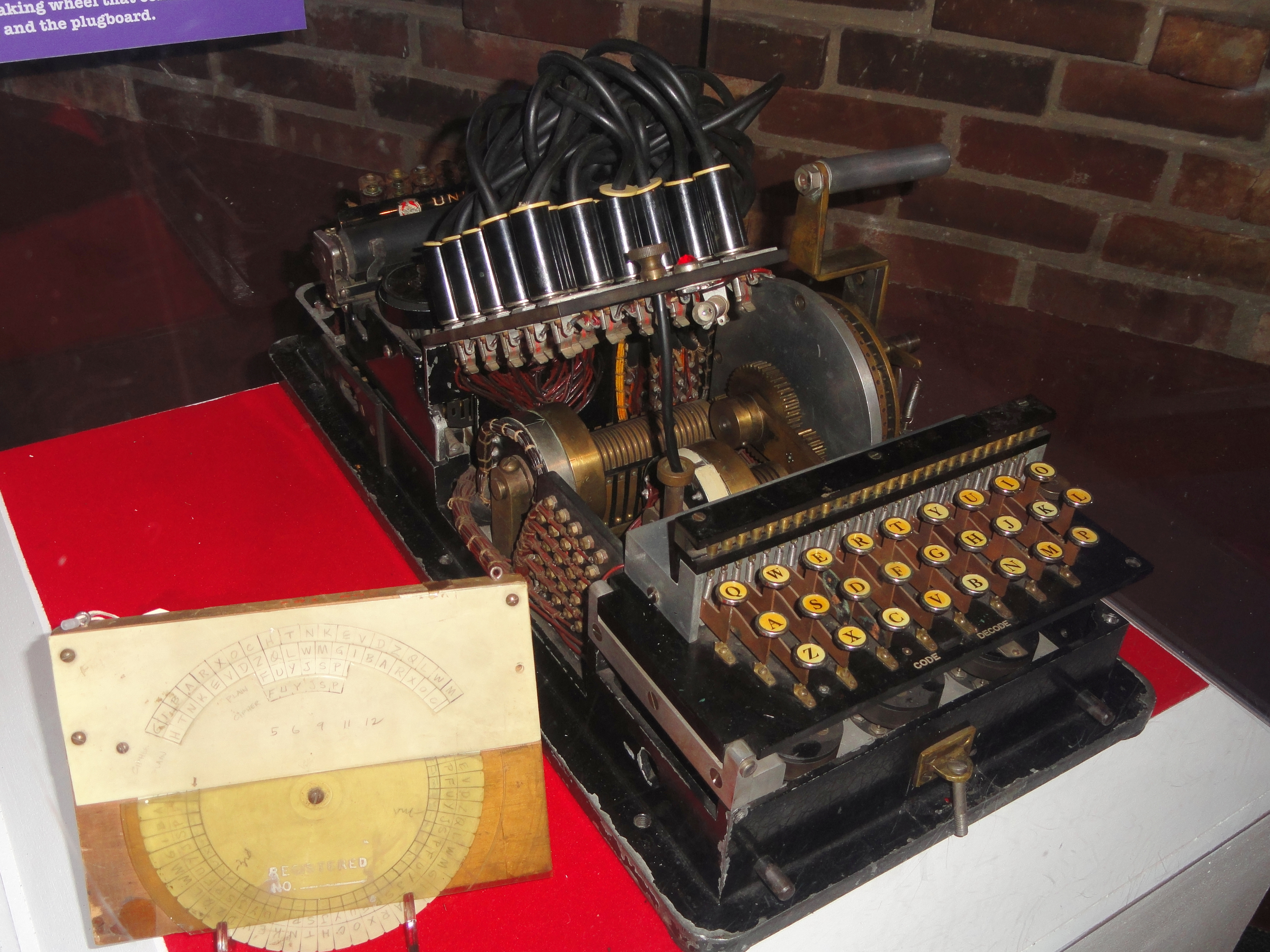
Методика і апаратура для криптоаналізу машини RED

Код RED був успішно зламаний трьома незалежними групами людей. Першими в 1934 році шифр зламали Х'юго Фосс, Олівер Страччі і Гарольд Кенворсі з Великої Британії, останній опублікував про це замітку «J machine» через рік. Америка здійснила злом шифру в 1935 році. У групі Signals Intelligence Service (SIS) армії США система була зламана Френком Роулетті й Соломоном Кульбаком; Агнес Дріскол й адаптувала її під потреби військово-морського флоту. Фактично вона розкрила шифр Orange (або M-1), але шифри обох систем виявилися абсолютно ідентичними. Американці так само створили копію машини з прискореною дією. Цікаво, що в машині були ротори для шифрування окремо голосних і приголосних букв. Спочатку SIS група називала цей пристрій «англ. Japanese code machine», але потім в цілях безпеки назвали його RED за назвою першого кольору колірного спектра.
Машина PURPLE прийшла на заміну RED в 1938 році, але випуск RED був уже на досить високому рівні, тому деякі організації вирішили не відмовлятися від використання старої системи. Саме цей недогляд зробив вразливим нову систему, оскільки в ній багато в чому використовувалися ті ж принципи, що і в старій. Після 18 місяців спроб злому, шифр PURPLE був розкритий. Інформація, прихована за допомогою цього шифру, яка була перехоплена під час війни, надалі розшифровувалась.
Після розкриття шифру RED було отримано багато розвідданих. Хоч це і не стало глобальним витоком інформації, частина важливих розвідданих все ж була перехоплена. Наприклад, американські криптоаналітики дізналися деталі Берлінського пакту. Звіти про ходові випробування кораблів типу «Нагато», перехоплені в результаті розкриття шифру, привели до істотних змін в суднобудуванні США і створення кораблів, здатних протистояти японській моделі.

## Механізм RED
Машина RED шифрувала і розшифровувала тексти  латинського алфавіту з подальшою їх передачею по кабелю. Голосні й приголосні букви шифрувалися окремо, текст виходив у вигляді ряду складів. Ефект «6 і 20» був головною вразливістю, яку японці перенесли зі своєї старої системи в нову.
Шифрування проводилося за допомогою роторів; вхідні контакти були оснащені контактними кільцями, кожне з яких виходило на один із вихідних контактів ротора. Коли й голосні, й приголосні букви шифрувалися за допомогою одного і того ж ротора, використовувалося 60 контактів (найменше спільне кратне 6 і 20); за допомогою окремих проводів різні групи подавалися окремо. Контактні кільця були приєднані до входу клавіатури через контрольну панель; це так само було зроблено для поділу 2 груп.
Після кожного знаку ротор перемикався хоча б на 1 крок. Величина повороту контролювалася спеціальним перериваючим колесом, яке було пов'язане з ротором; в цьому колесі було до сорока семи пінів. До одинадцяти з цих пінів (на заздалегідь визначених позиціях) були знімними; на практиці видаляли від чотирьох до шести пінів. Обертання колеса припинялося при досягненні наступного піна; тому, якщо наступний пін був видалений, ротор проходив 2 позиції замість 1. Безсистемний характер обертання породжував шифр Альберті.

## Додаткова література
- В 7 частини збірника Computer Security and Cryptography (Konheim, Alan G., Wiley-Interscience, 2007, pp. 191–211) можна знайти детальний аналіз шифру RED.